# Laboratori d'Arqueologia de la Universitat de València
El Laboratori d'Arqueologia és una institució arqueològica de la Universitat de València.
A partir de la segona dècada del segle xx, es produeix certa normalització dels estudis de l'arqueologia al País Valencià. En esta dècada es crea el Servei d'Investigació Prehistòrica i al primer terç del segle xx, diferents museus obriran les portes, com el Museu de Prehistòria de València.
Pel que fa a la Universitat de València, a partir de 1902 va comptar amb una secció de Ciències Històriques, depenent de la Facultat de Filosofia i Lletres. Destacaria la figura de Luis Gonzalvo París, que entre 1904 i 1905 s'incorporaria a la Universitat de València com a catedràtic d'Arqueologia, Epigrafia i Numismàtica.